# Naturschutzgebiet Großer Wotig
Koordinaten: 54° 7′ 2,6″ N, 13° 46′ 9,5″ O

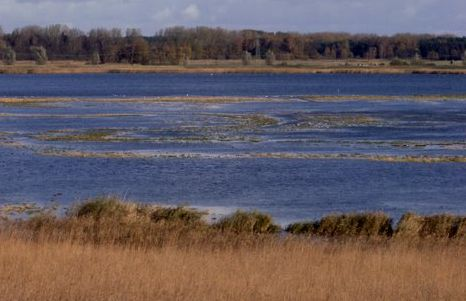
Blick von Westen auf den Großen Wotig

Das Naturschutzgebiet Großer Wotig ist ein 212 ha großes Naturschutzgebiet in Mecklenburg-Vorpommern, östlich von Kröslin. Das Gebiet umfasst die im Überflutungsbereich des Peenestroms liegende Insel Großer Wotig mit intaktem Überflutungsgrasland, Flachwasserbereiche und einen Festlandstreifen mit Überflutungs- und Quellmoorstandorten.
Die Flächen liegen im Naturpark Insel Usedom und sind im Eigentum der Stiftung Umwelt- und Naturschutz Mecklenburg-Vorpommern.
Ein Begehen und Befahren der Flächen ist sowohl von Wasser, als auch von Land nicht erlaubt.

## Tierwelt
Das Naturschutzgebiet ist von großer Bedeutung als Lebensraum verschiedener Vogel-, Amphibien- und Reptilienarten. Alpenstrandläufer, Großer Brachvogel, Rotschenkel, Kiebitz, Wechselkröte, Kreuzkröte, Ringelnatter und Zauneidechse kommen vor.
Die Bestände von Alpenstrandläufer und Kampfläufer haben in den vergangenen Jahren abgenommen.